# Спарвьеро (авианосец)
Спарвьеро (итал. Sparviero — Коршун) — авианосец итальянского военно-морского флота времён Второй мировой войны переоборудованный из бывшего трансатлантического лайнера «MS Augustus». Переоборудование лайнера было начато в сентябре 1942 года на верфи Ансальдо в Генуе и продолжалось в течение года. С момента заключения перемирия работы были прекращены и авианосец остался недостроенным. В сентябре 1943 года корабль был захвачен немецкими войсками в Генуе, а 16 июня 1944 года был затоплен для закрытия фарватера. Был поднят со дна в 1946 и в следующем году разобран на металл.

## История создания
В 1920-х и 1930-х годах в итальянских военных и политических кругах обсуждалась возможность включения авианосцев в состав итальянского флота. В итоге победила точка зрения, следуя которой, итальянскому флоту не были нужны авианосцы. Главным аргументом в её пользу было расположение страны на полуострове и крупных островах, благодаря чему береговая авиация могла поддерживать операции флота. Из-за такой доктрины на начало войны в составе итальянского флота не было ни одного авианосца. Однако, наступившая война доказала неправильность этой точки зрения. Поскольку на постройку полноценного боевого корабля с нуля уже не хватало времени, было решено использовать корпуса трансатлантических лайнеров. Результатом стал авианосец Аквила. Однако, одного корабля было мало, и в итоге началась перестройка второго лайнера того же типа, но по другому проекту.

## Постройка
Для перестройки был выбран лайнер «Аугустус», близкий по типу к «Рома» (который также был перестроен в авианосец «Аквила», имевший дизельную установку. Проект перестройки был готов в 1936 г., но его осуществлению приступили лишь в 1942 году. Корабль сначала переименовали в «Фалько» (итал. Falko — Сокол), затем в «Спарвиеро». Поначалу его хотели капитально перестроить по типу «Аквилы», но затем выбрали более простой вариант. Проект перестройки выглядел довольно архаично, и внешне был похож на старый английский авианосец «Аргус». Для создания ПТЗ были установлены були, разделённые 30-мм стальными переборками на 4 отсека. Обшивка также была стальной. Таким образом, толщина вертикальной брони в подводной части доходила до 120 мм. Кроме того, по некоторым сведениям одна из секций булей была залита бетоном. Негативной же стороной этой модернизации стало уменьшение скорости с 22 до 18 узлов. Из остатков старых надстроек был сформирован одноярусный ангар. Полетная палуба имела длину около 150 метров. Численность авиагруппы неизвестна точно, равно как и её состав. Запускаться самолетов, судя по всему, должны были при помощи катапульты, однако эти данные не подтверждены.